# Конвенція про збереження антарктичних тюленів
Конвенція про збереження антарктичних тюленів (англ. Convention for the Conservation of Antarctic Seals) — конвенція, підписана за результатами багатосторонньої конференції в Лондоні 11 лютого 1972 року (набула чинності 11 березня 1978 року) і є частиною Системи Договору про Антарктику.
Конвенція покликана сприяти збереженню, науковому вивченню та раціональному використанню антарктичних тюленів задля забезпечення задовільного балансу в екологічній системі Антарктики. Зокрема, Конвенція встановлює обмеження на комерційний промисел тюленів і містить механізм його контролю.
Уряд Великої Британії визначено урядом-депозитарієм Конвенції. Станом на січень 2020 року Сторонами Конвенції є 17 держав: Австралія, Аргентина, Бельгія, Бразилія, Велика Британія, Італія, Канада, Німеччина, Норвегія, Пакистан, ПАР, Польща, Росія, США, Франція, Чилі та Японія.
У 2019 році Україна як Консультативна сторона Договору про Антарктику заявила про намір приєднатися до Конвенції про збереження антарктичних тюленів і, тим самим, зробити свій внесок у подальше зміцнення Системи Договору про Антарктику.